# Carl Fredrik Lillienberg
Carl Fredrik Lillienberg, född 21 oktober 1714 på Toftnäs säteri i Bolmsö socken, död 16 mars 1769 på Håringe i Bolmsö socken, var en svensk militär.
Lillienberg blev volontär vid överste Bousquets regemente 1727, rustmästare där 1730, furir 1731, fänrik 1732, löjtnant 1739, kapten vid Hälsinge regemente 1742 och major där. Han blev överstelöjtnant 1750 och överste i armén 1760. Åren 1765–1766 var Lillienberg chef för Lillienbergska garnisonsregementet i Stralsund. Han erhöll 1766 generalmajors avsked. Lillienberg blev 1749 riddare av Svärdsorden.
Carl Fredrik Lillienberg var son till häradshövding Daniel Lillienberg och Christina Margareta Stiernclou samt dotterson till Anders Daniel Stiernclou. Han var bror till Johan Georg och Erik Gustaf Lillienberg.